# Ameiva polops
Ameiva polops је гмизавац из реда Squamata и фамилије Teiidae. 

## Угроженост
Ова врста је крајње угрожена и у великој опасности од изумирања.

## Распрострањење
Ареал врсте је био ограничен на једну државу. 
Девичанска острва су била једино познато природно станиште врсте.